# Возвратное состояние
Возвра́тное состоя́ние — это состояние марковской цепи, посещаемое ею бесконечное число раз.

## Определение
Пусть дана однородная цепь Маркова с дискретным временем {\displaystyle \{X_{n}\}_{n\geq 0}}. Пусть
{\displaystyle f_{ii}^{(n)}=\mathbb {P} (X_{n}=i,\;X_{k}\not =i,\,k=1,\ldots ,n-1\mid X_{0}=i)}
— вероятность, выйдя из состояния {\displaystyle i}, вернуться в него ровно за {\displaystyle n} шагов. Тогда
{\displaystyle f_{ii}=\sum \limits _{n=1}^{\infty }f_{ii}^{(n)}}
— вероятность, выйдя из состояния {\displaystyle i}, вернуться в него (за конечное или бесконечное время).
Состояние {\displaystyle i} называется возвра́тным (рекурре́нтным), если {\displaystyle f_{ii}=1}. В противном случае состояние называется невозвра́тным (транзие́нтным).

## Критерий возвратности
Состояние {\displaystyle i} является возвратным тогда и только тогда, когда выполнено любое из следующих условий:
1. {\displaystyle \sum \limits _{n=1}^{\infty }p_{ii}^{(n)}=\infty }, где {\displaystyle p_{ii}^{(n)}=\mathbb {P} (X_{n}=i\mid X_{0}=i)}.
2. {\displaystyle \mathbb {P} \left(\limsup \limits _{n\to \infty }\{X_{n}=i\}\mid X_{0}=i\right)=1}.

Соответственно, состояние {\displaystyle i} невозвратно тогда и только тогда, когда выполнено любое из условий:
1. {\displaystyle \sum \limits _{n=1}^{\infty }p_{ii}^{(n)}<\infty } [1].
2. {\displaystyle \mathbb {P} \left(\limsup \limits _{n\to \infty }\{X_{n}=i\}\mid X_{0}=i\right)=0}.

## Время возвращения
Предположим, что {\displaystyle X_{0}=i} почти всюду, и определим случайную величину {\displaystyle T_{i}}, равную времени первого возвращения в состояние {\displaystyle i}, то есть
{\displaystyle T_{i}=\inf\{n\geq 1\mid X_{n}=i\}}.
Тогда {\displaystyle T_{i}} имеет дискретное распределение, задаваемое функцией вероятности
{\displaystyle \mathbb {P} (T_{i}=n)=f_{ii}^{(n)}}.
Возвратное состояние {\displaystyle i} называется положи́тельным, если
{\displaystyle \mathbb {E} [T_{i}]=\sum \limits _{n=1}^{\infty }nf_{ii}^{(n)}<\infty },
и нулевы́м, если
{\displaystyle \mathbb {E} [T_{i}]=\infty }.

## Возвратность неразложимого класса
- Если состояния {\displaystyle i} и {\displaystyle j} сообщаются, и {\displaystyle i} — возвратно, то состояние {\displaystyle j} также возвратно.
- Более того если состояние {\displaystyle i} положительно, то и состояние {\displaystyle j} также положительно.

Таким образом возвратность и положительность — свойство неразложимого класса. Если Марковская цепь неразложима, то говорят о её возвратности и положительности.